# Chris Kyle
Christopher "Chris" Scott Kyle, född 8 april 1974 i Odessa, Texas, död (mördad) 2 februari 2013 i Erath County, Texas, var en amerikansk prickskytt i U.S. Navy SEAL som tjänstgjorde i fyra tjänstgöringsperioder under Irakkriget.

## Biografi
Chris Kyle föddes i Odessa, Texas som förstfödd till Deby Lynn Mercer och Wayne Kenneth Kyle, en söndagsskollärare och diakon, och äldre bror till Jeff Kyle. Kyle fick som åttaåring sitt första gevär, en .30-06 Springfield, av sin far som hade köpt det åt honom. Senare fick Kyle ett gevär till som han och hans far använde för att jaga hjortar, fasaner och vaktlar. Kyle tog examen i Midlothian, Texas och blev en professionell rodeoryttare. Hans rodeokarriär slutade när han bröt armen.
Efter att Kyles arm läkt tog han värvning i marinkåren, men en rekryt i flottan övertalade honom att ta värvning i Navy SEAL i stället. Kyle avvisades på grund av sin armskada, men 1999 blev han inbjuden till den 24 veckor långa Navy SEAL-träningen Basic Underwater Demolition/SEAL (BUD/S) i Coronado, Kalifornien. Han avlade där examen med klass den 23 mars 2001.
Efter 11 september-attackerna gick Kyle med i Navy SEAL-team 3, prickskyttspluton "Charlie", senare omdöpt till "Cadillac", och tjänstgjorde under Irakkriget som prickskytt i fyra tjänstgöringsperioder och fick vara med om många stora slag. Under en invasion nedkämpade Kyle sitt första mål, en kvinna som höll i en handgranat som hon tänkte använda mot en grupp marinsoldater. Enligt en rapport från CNN höll kvinnan i ett litet barn i sin andra arm. Kyle dödade kvinnan, som han hade beordrats att göra, innan hon hann använda granaten. Efter slaget om al-Ramadi fick Kyle smeknamnet "Kyle Shaitan Ar-Ramadi" (al-Ramadis djävul) och ett pris på 20 000 dollar, senare 80 000 dollar, sattes på hans huvud.
Bland marinsoldaterna som Kyle skyddade fick han smeknamnet "Legenden", ett smeknamn som kom från hans Navy SEAL-kamrater efter att han tränat andra prickskyttar i Falluja. Ibland kallades Kyle även för "Myten". Av de 255 fiender som Kyle nedkämpat offentliggjorde Pentagon att han hade nedkämpat 160 fiender under sin tjänstgöringstid, vilket gör honom till den prickskytt som har nedkämpat flest antal fiender i den amerikanska arméhistorien. Det tidigare rekordet var 109 stycken.  
Efter sin fjärde tjänstgöringsperiod 2009 lämnade Kyle Navy SEAL och flyttade till Midlothian tillsammans med sin fru Taya Renae och sina två barn. 2012 gav han ut sin självbiografi American Sniper: The Autobiography of the Most Lethal Sniper in U.S. Military History som även skrevs av Scott McEwen och Jim DeFelice. Boken såldes i 1,2 miljoner exemplar, 2015 såldes den i 700 000 exemplar och blev en av 2015 års bästsäljare.

## Död
Efter att han lämnade Navy SEAL började Chris Kyle jobba med krigsveteraner. 2 februari 2013 åkte Kyle och hans vän Chad Littlefield till skjutbanan Rough Creek Ranch-Lodge-Resort i Erath County, Texas tillsammans med Eddie Ray Routh, en marinkårsveteran från Lancaster, Texas. Rouths mor Jodi, som jobbade på skolan som Kyles barn gick på, hade nämligen hört talas om Kyles jobb och bad honom hjälpa hennes son med hans posttraumatiska stressyndrom. Routh sköt ihjäl både Kyle och Chad Littlefield. 
En minnesstund hölls på Cowboys Stadium, numera AT&T Stadium i Arlington, Texas, 11 februari samma år för att hedra Kyle. Kyle begravdes på Texas State Cemetery i Austin dagen därpå efter att en stor begravningskortege hade färdats 320 km på motorvägen Interstate 35 mellan Midlothian och Austin. Längs vägen stod hundratals människor, varav många viftade med amerikanska flaggor för att visa Kyle sin respekt en sista gång.

## Eftermäle
Nästan två år efter Chris Kyles död släpptes krigsfilmen American Sniper, baserad på Kyles bok med samma namn. Filmen regisserades av Clint Eastwood och Bradley Cooper spelade huvudrollen som Kyle. Cooper var även en av filmens producenter. Filmen nominerades till sex Oscar på Oscarsgalan 2015, för bl.a. bästa film, bästa manliga huvudroll och bästa manus efter förlaga. Den vann en Oscar för bästa ljudredigering.